# Pontomillos
Pontomillos (llamada oficialmente San Martiño de Poutomillos) es una parroquia española del municipio de Lugo, en la provincia de Lugo, Galicia.

## Organización territorial
La parroquia está formada por cuatro entidades de población:
- Carballo (O Carballo)
- Recimil
- Uceira (A Uceira)
- Vilar

## Demografía
| Gráfica de evolución demográfica de Pontomillos entre 2000 y 2020 |
|                                                                   |
| Datos según el nomenclátor publicado por el INE.                  |